# Cratere McCool
McCool è un cratere lunare di 20,47 km situato nella parte sud-orientale della faccia nascosta della Luna.